# آندره میسون
آندره میسون، (به انگلیسی: Andrew Mason) (زاده ۱۹۸۰) کارآفرین، بازرگان و مدیر ارشد اجرایی آمریکایی است، که در حال حاضر به‌عنوان مدیر عامل اجرایی شرکت گروپون فعالیت می‌نماید. میسون در ماه نوامبر سال ۲۰۰۸ با مشارکت اریک لفکوفسکی و برد کی‌ول شرکت گروپون را راه‌اندازی کرد و در حال حاضر این شرکت دارای ۱۵۰ فروشگاه در آمریکای شمالی و ۱۰۰ فروشگاه در اروپا، آسیا و آمریکای جنوبی می‌باشد.